# Всіхсвятська церква (Ромни)
Церква Всіх Святих — чинна церква, пам'ятка архітектури середини дев'ятнадцятого століття, у м. Ромни, Сумська область. До початку повномасштабного вторгнення парафія належала до Української православної церкви (Московський патріархат). На початку весни 2022 року протоереєм було оголошено рішення про перехід до Православної церкви України, яке було підтримано на зборах релігійної громади. На прикінці весни були оформлені всі необхідні документи. Додатково, станом на березень 2024 рік це єдина релігійна громада Роменської територіальної громади, яка здійснила такий перехід.

## Історія
Церкву Всіх Святих у Ромнах називають «цвинтарною», бо знаходиться вона на цвинтарі. Її історія пов'язана зі смертю єдиної доньки пана Терновця. Терновець Леонтій Степанович (1821—1906 рр.) був почесним громадянином міста, директором міського громадського банку, головою Роменського благодійного товариства, головою комісії з будівництва церкви Олександра Невського. Він заповідав усе майно і капітали місту.   Міським церквам Леонтій передав кам'яні лавки у торгових рядах: Олександра Невського — шість, Всіхсвятській — чотири, Вознесенській — три, Соборній — дві, Миколаївській — дві, Покровській — дві, які внаслідок оренди приносили чи не найбільший прибуток. Банківські та цінні папери передав жіночій гімназії та міським училищам. Донька Терновця Єлизавета потонула в Сулі, і батько збудував храм, щоб збереглася пам'ять про дівчину. На цьому цвинтарі вона була похована. Будівництво церкви розпочалось на кошти Терновця Л. С. 22 травня 1866 року і продовжувалось сім років. Пізніше саме Терновця було обрано старостою храму. Церква була зведена по проєкту архітектора В. Червінського. 
Також мешканець міста Микола Варадинов висловив бажання віддати храму 3000 карбованців за умови, якщо прах його батьків перемістять до церкви. Він планував при церкві відкрити школу, богадільню, притулок для жебраків, але проєкт залишився не затвердженим, тому Варадинов виділив лише 2000 карбованців. У жовтні 1867 року прах батьків перенесли до усипальні храму. Інший благодійник Литвиненко проявив бажання спорудити іконостас та кам'яну огорожу для церкви за власні кошти. Оздоблення храму завершили весною 1873 року. 30 травня того ж року місцеве духовенство та протоієрей О. Єльчуков провели урочисте освячення церкви. 
Служба правилась весь час навіть у радянські часи. Перервалася у 1941 році, коли у Ромни прийшли фашисти. Тоді у храмі розмістилася кузня. У 2008 році на кошти меценатів та громади храму були проведені ремонтні роботи: замінили вікна у куполі, полагодили стіни й підлогу.
Десять сходинок ведуть до порталу. Портал (вхід до храму) прикрашений пілястрами, над якими височіє арка. Над самісінькими дверима написана фреска, у центрі якої Господь Саваоф, іконографія якого поширилася у культовому живописі у XVIII—XIX століттях. Бог сидить на хмарині. По обидва боки від нього схилилися в пошані ангели, один у рожевому, а другий у жовтогарячому вбранні. Їхні руки складені молитовно. Саваоф  у лівій руці тримає кулю, яка символізує Всесвіт, а правою рукою благословляє світ. За головою Саваофа трикутник, який є символом гармонії, символом триєдиного бога. Нижнє вбрання — хітон ніжно-бузкового кольору, а верхнє — зеленого кольору, який є символом жертовності, покриває ліве плече і м'якими складками спадає на коліна.
У церкві зберігається чимало унікальних ікон та мощей. Тут знаходяться прижиттєвий портрет святителя Йостафа, мощі та ікона цілителя Пантелеймона, котрій вже понад 115 років. Також тут зберігаються мощі Олександра Невського, Андрія Первозваного та інших 14 святих. Лик Марії Магдалини сам обновився. З плином часу ікона потьмяніла, і було важко розгледіти образ, а тепер виглядає як нова. Іконостас церква отримала із колишнього роменського храму Олександра Невського.
Також при храмі є дзвіниця.
Територію огороджено кам'яним парканом, який також є архітектурною пам'яткою. Над центральною аркою вивищується металевий хрест.

## Архітектурні особливості
Храм збудований за проєктом архітектора В. Червінського у класичному стилі з елементами модернізованого візантійського романтизму. По центру культової споруди розміщено великий купол, довкола якого містяться інші — менші за розміром. На площинах стін немає нічого зайвого, лише орнамент та фреска. Кожна декоративна деталь виразна. Барабани нижчих куполів розписані візерунками, які символізують нескінченність. Кольори храму — білий і зелений викликають життєствердний настрій. Верхня частина церкви відрізняється ліпленням, що надає будівлі церкви унікального архітектурного вигляду. Напівкруглі аркові вікна вгорі основного купола доповнюють загальний вигляд. Також є невеликі круглі віконця. Вхід до Всіхсвятської церкви не один. Вони вирізняються арковими козирками, котрі тримають колони з боків дверей. Вхідні ворота завершуються трьома арками: нагадують про Отця, Сина і Святого Духа. У місці їхнього з'єднання накладним ліпленням розміщені хрести.

## Настоятелі
Настоятелем церкви у повоєнний період майже двадцять років був отець Аристарх Малевич, а з 11 лютого 1970 у церкві Всіх Святих служив Олексій Іванович Долгий. Народився він у багатодітній родині в селі Олешня Охтирського району 2 жовтня 1934 року. 27 січня 1957 року отримав сан священника і усе своє життя присвятив служінню у церкві. Став засновником церковної династії: онук Дмитро також став священником, дочка Марія все життя співає у церковному хорі.
В інтерв'ю, опублікованому 11 квітня 2009 року, він розповідав:
```
«Мама народила дванадцять дітей, мала звання матері-героїні, мій старший брат – Герой Радянського Союзу. Вона з дитинства  учила нас молитися, водила у церкву. У десять років я пішов у храм прислужником, мені подобалася церковна атмосфера». 
```

З 2009 року настоятелем став його онук Дмитро.